# بنه میرزا علی‌اکبر
بنه میرزا علی‌اکبر، روستایی از توابع بخش مرکزی شهرستان کازرون در استان فارس ایران است.

## جمعیت
این روستا در دهستان دریس قرار دارد و براساس سرشماری مرکز آمار ایران در سال ۱۳۸۵، جمعیت آن ۴۴۶ نفر (۹۶خانوار) بوده‌است.